# Nekràssovka (Sakhalín)
|  | Per a altres significats, vegeu «Nekràssovka». |

Nekràssovka (en rus: Некрасовка) és un poble de l'óblast de Sakhalín, a l'Extrem Orient de Rússia, que el 2013 tenia 895 habitants. Pertany al districte d'Okhà.